# Смеул (миноносец)
SM Tb83F, SM Tb 83, «Смеул» (рум. Smeul), «Торос» — миноносец типа Tb 82F, состоявший на вооружении флотов Австро-Венгрии, Румынии и СССР.

## Строительство
Заложен 17 ноября 1913 года на верфи «Ganz & Co Danubius» (Порто-Ре) под стапельным номером 52. Спущен на воду 7 ноября 1914 года, 21 июля 1915 года принят в состав ВМС Австро-Венгрии. 21 мая 1917 года переименован в Tb 83.

## Служба
В январе 1920 года в качестве репараций передан Румынии и включён в состав румынского флота под названием Smeul.
В 1926—1927 годах модернизирован.
В годы Второй мировой войны участвовал в боевых действиях против СССР. 29 августа 1944 года захвачен советскими войсками в Констанце.
5 сентября 1944 года на миноносце был поднят военно-морской флаг СССР, а 14 сентября он был зачислен в состав Черноморского флота в качестве сторожевого корабля. 20 октября переименован в «Торос».
12 октября 1945 года возвращён Румынии. 6 ноября 1945 года официально исключён из ВМФ СССР.
В 1946 году после модернизации был включён в состав ВМС Румынии под прежним названием Smeul. С 1954 года имел обозначение E-1.
Исключён из состава флота в 1958 (1959) году. В 1960 году разобран на металл.